# Sharon Lynn
Sharon Lynn, född D'Auvergne Sharon Lindsey 9 april 1908 i Weatherford i Texas, död 26 maj 1963 i Hollywood, var en amerikansk skådespelerska.

## Biografi
Sharon Lynn medverkade i ett 30-tal filmer från 1924 till 1938 och är mest känd för sin rollinsats som Lola Marcel i komikerduon Helan och Halvans långfilm Vi reser västerut från 1937.
Sharon Lynn var gift två gånger, första gången med Benjamin Glazer som var filmproducent på Paramount, och andra gången med affärsmannen John Sershen.
Sharon Lynn avled i lunginflammation och lungemfysem kopplat till Multipel skleros 1963. Hon hette vid sin död Sharon Glazer Sershen.

## Filmografi (i urval)
- 1929 – Sunny Side Up
- 1930 – Up the River
- 1935 – Casino de Paris
- 1937 – Vi reser västerut[1][4]